# Concatenació
És una figura de dicció que consisteix en la continuació progressiva de l'anadiplosi, o gradació, per la qual es van repetint una paraula o paraules finals d'una frase o un vers a l'inici de la frase o l'estrofa següent.

## Exemples
Calcomania daurada
amb fons 
de jardí ombrejat
jardí ombrejat, 
amb fons 
de papallona groga
papallona groga,
amb fons 
de gira-sol
gira-sol
amb fons 
d'aigua de rosa
aigua de rosa
amb fons 
de calcomania daurada.
(Albert Ràfols-Casamada)